# Elecciones provinciales de Buenos Aires de 2025
Las elecciones provinciales de Buenos Aires de 2025 consisten en elecciones legislativas de medio término que se realizarán el domingo 7 de septiembre de 2025, para renovar 46 bancas de la Cámara de Diputados y 23 del Senado. Además, se elegirán concejales y consejeros escolares en los municipios bonaerenses.
Es la primera vez desde las elecciones provinciales de Buenos Aires de 2003 y la segunda vez desde la recuperación de la democracia en 1983, que las elecciones provinciales bonaerenses se llevarán a cabo en una fecha distinta a las elecciones nacionales.

## Cronograma electoral
| Fechas                  | Suceso |
| ----------------------- | --- |
| 9 de julio de 2025      | Finalización del plazo para presentar alianzas electorales.                                                          |
| 19 de julio de 2025     | Finalización del plazo para la presentación de candidatos a diputados y senadores provinciales.                      |
| 8 de agosto de 2025     | Presentación de las boletas partidarias.                                                                             |
| 5 de septiembre de 2025 | Finalización del plazo de campaña electoral, emisión de propaganda y publicación de sondeos y encuestas electorales. |
| 7 de septiembre de 2025 | Realización de las elecciones provinciales.                                                                          |

## Alianzas
| Partido/alianza | Partido/alianza  | Partido/alianza                                                                                | Partidos en la alianza |
| --------------- | ---------------- | ---------------------------------------------------------------------------------------------- | --- |
|                 |                  | Fuerza Patria                                                                                  | Ver lista - Acción Marplatense - Acción para Crecer de Tigre - Agrupación Municipal Ituzaingó Positivo - Concertación por Marcos Paz - Defensa Comunal de Exaltación de la Cruz - Frente Grande - Frente Renovador - Innovar Bragado - Instrumento Electoral por la Unidad Popular - Kolina - Movimiento Libres del Sur - Nueva Dirigencia - Nuevo Encuentro por la Democracia y la Equidad - Partido de la Victoria - Partido del Trabajo y del Pueblo - Partido Justicialista - Partido La Patria de los Comunes - Partido Nuevo Buenos Aires - Partido Principios y Valores - Partido Solidario - Patria Grande - Somos Rivadavia - Somos Tres Arroyos - Todos por Las Flores - Unidad por Chascomús - Vecinalismo San Fernando |
|                 |                  | La Libertad Avanza                                                                             | Ver lista - Acción Tandilense de Tandil - Acción Vecinal Escobar Es Posible - Agrupación Vecinal Campana Federal - Agrupación Vecinal Repensando San Isidro - Ahora Pilar - Compromiso por General Rodríguez - Compromiso Pringles - Con Vocación por San Isidro - Crear Mar del Plata - Entre Todos - Integración Vecinalista de Villarino - Juntos por Olavarría (J.P.O.) - La Libertad Avanza - Nuevo Azul - Primero San Isidro P.S.I Distrito San Isidro - Primero San Nicolás - Primero Zárate - Propuesta Republicana - San Pedro Puede - Sociedad Activa - Unidos por La Costa - Unión Vecinal - Unión Vecinal Conservadora de Lobos - Valores para Mi País Necochea - Vecinos Unidos - Viva Areco                          |
|                 |                  | Somos Buenos Aires                                                                             | Ver lista - Acción para el Desarrollo - Acción por Lincoln - Coalición Cívica ARI - GEN - Liber.ar - Movimiento de Integración Federal - Nuevo País - Partido del Diálogo - Partido Hacemos - Partido Socialista - Podemos Azul - Política Abierta para la Integridad Social (PAIS) - Proyecto Brown - Unión Cívica Radical |
|                 |                  | Frente de Izquierda y de Trabajadores - Unidad                                                 | Ver lista - Izquierda Socialista - Movimiento Socialista de los Trabajadores - Partido de los Trabajadores Socialistas - Partido Obrero |
|                 |                  | Potencia                                                                                       | Ver lista - Movimiento de Integración y Desarrollo - Partido Demócrata - Partido Nacionalista Constitucional-UNIR - Proyecto Escobar |
|                 | Unión y Libertad | Ver lista - Frente Federal de Acción Solidaria de la Provincia de Buenos Aires - Unión Liberal | |
|                 |                  | Nuevos Aires                                                                                   | Ver lista - Confianza Pública - Partido Renovador Federal - Unión Celeste y Blanco |
|                 |                  | Alianza Espacio Abierto para el Desarrollo y la Integración Social                             | Ver lista - Acción Vecinal por un San Martín Distinto - Acción Vecinal San Isidro Es Distinto - Espacio Abierto para el Desarrollo y la Integración Social |
|                 |                  | Es con Vos Es con Nosotros                                                                     | Ver lista - Partido Republicano Federal - Unión Popular Federal |
|                 |                  | Hechos                                                                                         | Partido sin alianza |
|                 |                  | Nuevo MAS                                                                                      | Partido sin alianza |
|                 |                  | Política Obrera                                                                                | Partido sin alianza |

- Fuerza Patria: Es la alianza del oficialismo provincial y oposición a nivel nacional, conformado, entre otros, por el Frente Renovador (liderado por Sergio Massa), Movimiento Derecho al Futuro (liderado por el gobernador Axel Kicillof), por el Frente Patria Grande (liderado por Juan Grabois), por el Partido Justicialista (presidido por la expresidenta Cristina Fernández de Kirchner a nivel nacional y por Máximo Kirchner a nivel provincial) y por Principios y Valores (conducido por Guillermo Moreno).
- La Libertad Avanza: Es la alianza del oficialismo nacional y oposición a nivel Provincial, conformado por los partidos La Libertad Avanza (liderado por el presidente Javier Milei) y Propuesta Republicana (PRO) (liderado por el expresidente Mauricio Macri).
- Somos Buenos Aires: Esta coalición está conformada por el Peronismo, la Unión Cívica Radical (UCR), la Coalición Cívica ARI (conducida por la exdiputada Elisa Carrió), el Partido Socialista, GEN (liderado por la diputada nacional Margarita Stolbizer), Para Adelante (partido de Facundo Manes), Hacemos (liderado por el excandidato a presidente y exgobernador cordobés Juan Schiaretti y el diputado nacional Florencio Randazzo), entre otros partidos.
- Union y Libertad: Esta alianza no es afin a La Libertad Avanza ni tampoco Javier Milei. Lo integran el partido Unión Liberal y el partido Frente Federal de Acción Solidaria de la provincia de Buenos Aires.
- Frente de Izquierda y de Trabajadores - Unidad: Este frente está integrado por el Partido de los Trabajadores Socialistas (PTS), el Partido Obrero (PO), Izquierda Socialista (IS) y Nueva Izquierda (MST).

- Potencia: Esta alianza está integrada por el Movimiento de Integración y Desarrollo (MID), Partido Demócrata y el Partido UNIR. Su principal referente es la exvicepresidenta de la UIF y abogada, María Eugenia Talerico.[2][3]

## Candidaturas
- Frente de Izquierda y de Trabajadores - Unidad: En el frente ya confirmaron que Nicolás del Caño encabezará la lista de la Tercera Sección Electoral, mientras que Romina Del Plá será primera candidata en la Primera Sección Electoral.[4]